# Messier 21
Messier 21 (M21 / NGC 6531) is een open sterrenhoop in het sterrenbeeld Schutter. Hij werd in 1764 door Charles Messier ontdekt en door hem in zijn lijst van komeetachtige objecten opgenomen als nummer 21. Hij is gelegen nabij de Trifidnevel.